# Municipio 9 (condado de Pratt)
El municipio 9 (en inglés: Township 9) es un municipio ubicado en el condado de Pratt en el estado estadounidense de Kansas. En el año 2010 tenía una población de 314 habitantes y una densidad poblacional de 0,83 personas por km².

## Geografía
El municipio 9 se encuentra ubicado en las coordenadas 37°39′10″N 98°53′18″O / 37.65278, -98.88833. Según la Oficina del Censo de los Estados Unidos, el municipio tiene una superficie total de 380.09 km², de la cual 379.9 km² corresponden a tierra firme y (0.05%) 0.19 km² es agua.

## Demografía
Según el censo de 2010, había 314 personas residiendo en el municipio 9. La densidad de población era de 0,83 hab./km². De los 314 habitantes del municipio 9, el 93.63% eran blancos, el 0.32% eran afroamericanos, el 2.23% eran de otras razas y el 3.82% pertenecían a dos o más razas. Del total de la población el 4.46% eran hispanos o latinos de cualquier raza.